# 斯特凡諾·斯圖拉羅
斯特凡諾·斯圖拉羅（義大利語：Stefano Sturaro，發音：[ˈsteːfano stuˈraːro]；1993年3月9日—）是義大利的一位足球運動員，在場上司職中場。現效力於土超球隊卡拉古拉克。2015年5月5日，他在尤文圖斯對陣皇家馬德里的歐冠比賽中上場。

## 外部連結
- （意大利文） Tutto Calciatori Official Player Profile （页面存档备份，存于）
- （意大利文） Stefano Sturaro National Team Stats at FIGC.it